# Trzaskowice (województwo wielkopolskie)
Trzaskowice – wieś w Polsce położona w województwie wielkopolskim, w powiecie chodzieskim, w gminie Chodzież.
W latach 1975–1998 miejscowość administracyjnie należała do województwa pilskiego.
Wieś w sołectwie Stróżewice – zobacz jednostki pomocnicze gminy Chodzież w  BIP.